# Château de Miramare
Le château de Miramare (Castello di Miramare en italien) est un château et un musée situé près de Trieste, dans la région autonome du Frioul-Vénétie Julienne, en Italie. Le complexe, entouré d'un grand parc, a été construit entre 1856 et 1860 dans la localité du même nom à l'origine comme demeure pour Maximilien de Habsbourg-Lorraine, archiduc d'Autriche et futur empereur du Mexique, et son épouse Charlotte de Belgique.
Le château et le parc constituent l'un des musées d'État italiens qui a obtenu en 2016 une autonomie spéciale du ministère de la Culture (Italie). Le château de Miramare est aujourd'hui l'un des châteaux les plus visités d'Italie. Le parc de 22 hectares comprend des jardins à l'italienne.

## Description

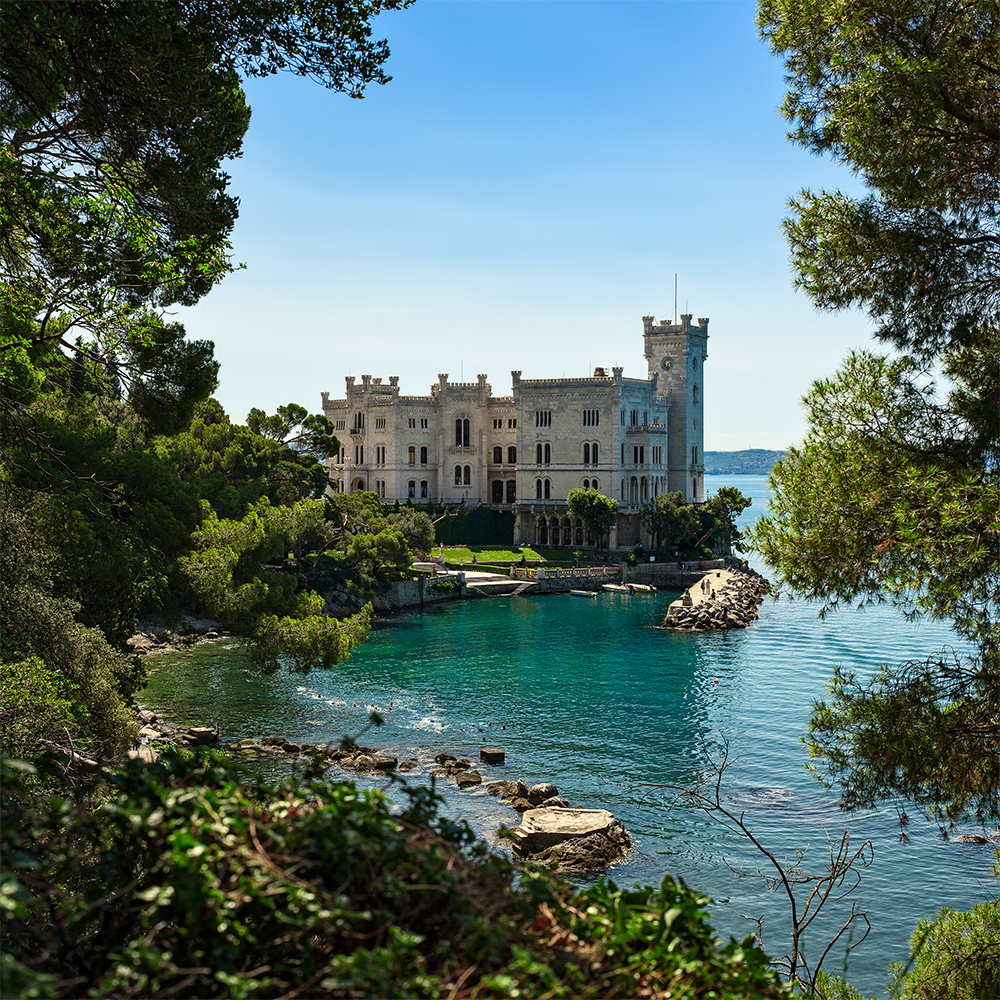
Embarcadère.

Surplombant le golfe de Trieste, le château est situé à quelques kilomètres au nord de Trieste, à environ 6 km de la gare centrale. Miramare est la forme italianisée de Miramar, dérivant de l'espagnol « mirar el mar » : Maximilien de Habsbourg, en visitant le promontoire sur lequel il est édifié, s'est inspiré du souvenir des châteaux espagnols dominant les côtes de l'océan Atlantique.
Le château est entouré d'un grand parc d'environ 22 hectares qui se caractérise par une grande variété de plantes, dont beaucoup ont été choisies par l'archiduc lui-même lors de ses voyages autour du monde, qu'il a exécutés en tant qu'amiral de la marine austro-hongroise. Dans le parc, est aussi construit le castelletto, un bâtiment plus petit qui a servi de résidence au couple lors de la construction du château lui-même, mais qui est devenue une prison de facto pour Charlotte lorsqu'elle a perdu la raison après le meurtre de son mari au Mexique.
Le château de Miramare possède encore le mobilier d'époque d'origine, témoignage de l'histoire des propriétaires dont le triste destin ne leur permit pas de profiter de la splendide demeure. À l'intérieur, le château est divisé en plusieurs salles. Le rez-de-chaussée était destiné à la résidence de l'empereur Maximilien Ier et de son épouse, tandis que l'étage supérieur fut plus tard utilisé comme résidence par le duc Amédée de Savoie-Aoste (1898-1942), qui y vécut pendant environ sept ans et modifia certaines pièces selon le style de l'époque. Les insignes de la maison de Habsbourg ont été supprimés et remplacés par des croix de Savoie.

## Histoire

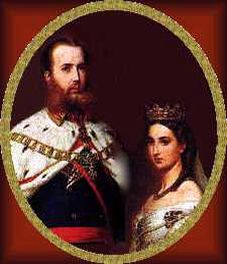
Maximilien de Habsbourg-Lorraine et Charlotte de Belgique.

Le château et son parc sont la concrétisation d'un rêve de l'archiduc d'Autriche Maximilien, futur empereur du Mexique, qui décide vers 1855 de faire construire une résidence avec vue sur la mer, entourée d'un vaste parc. Fasciné par la grande beauté du promontoire de Grignano, un affleurement dans la falaise calcaire presque dépourvu de végétation, Maximilien acquiert les diverses parcelles de terre en 1855. Le grand espace constitue le lieu idéal pour que le frère de François-Joseph Ier puisse donner libre cours à sa passion pour la botanique, créant un jardin où il réunit alors de nombreux plants rares importés.
Le projet est confié à l'architecte viennois Carl Junker. Le premier dessin ne convainc pas Maximilien, qui en demande un alternatif à Giovanni Andrea Berlam. Le deuxième projet de Junker est réalisé. Le bâtiment se réfère au romantisches Historismus, développé par Theophil Hansen à l'arsenal de Vienne et à Villa Pereira au nord de la capitale impériale, de style éclectique à la mode de l'époque, qui combine les styles roman, gothique et Renaissance. Le principal idéal qui inspire l'architecte et le client de Miramare, est celui manifesté par Karl Friedrich Schinkel pour le château de Babelsberg à Potsdam et le château Kurnik en Pologne.
La première pierre du château est posée le 1er mars 1856. Le château est initialement composé de trois étages et d'une mezzanine, mais Maximilien, qui réside à Milan, se rend souvent à Trieste pour suivre l'avancement des travaux et décide en 1858 de supprimer un étage. Franz et Julius Hofmann, qui se sont vu confier la décoration de l'intérieur, ont alors déjà bien avancé.
L'archiduc Maximilien y met en œuvre une synthèse parfaite entre la nature et l'art, entre la flore méditerranéenne et d'autres essences européennes ou exotiques. Il tente de créer un scénario paysager unique en raison de la présence de la mer que la couleur bleue de la tapisserie, au rez-de-chaussée du château, rappelle.
Le rez-de-chaussée est destiné aux appartements privés de Maximilien et de son épouse. Il a un aspect intime et familier. Le premier étage est celui de la représentation et est destiné aux visiteurs de prestige, d'où les décors somptueux, le mobilier raffiné, les vitraux, les armes et le rembourrage rouge des tissus frappés des symboles impériaux des Habsbourg.
Après la déchéance de la charge de gouverneur du royaume de Lombardie-Vénétie, en 1859, Maximilien s'installe avec Charlotte à Miramare, séjournant d'abord dans le castelletto puis, à partir de Noël 1860, dans le bâtiment principal. Ils occupent le rez-de-chaussée du château en construction dont les extérieurs sont terminés, tandis que l'intérieur ne l'est que partiellement, le premier étage étant encore en construction. Maximilien, amoureux de la vie marine, veut son propre studiolo privé avec vue sur le golfe de Trieste et décoré comme l'intérieur d'un navire. L'année suivante, il entreprend un voyage au Brésil, en profitant pour cataloguer certaines espèces de plantes.
De retour, il s'installe définitivement à Miramare, où il accueille également son frère l'empereur François-Joseph Ier et son épouse Elisabeth, dite Sissi, en visite. De là, le 14 avril 1864, à l'invitation de Napoléon III, il embarque avec sa femme pour le Mexique, à bord de la frégate Novara, qui ramènera son corps quatre ans plus tard. Charlotte regagne Trieste en 1866 ; son époux est fusillé à Santiago de Querétaro au mois de juin suivant. Charlotte montre des signes de folie et est enfermée dans le château. Peu de temps après, elle retourne dans sa Belgique natale.
L'intérieur a été entre-temps terminé. Les appartements du couple sont terminés en 1860, tandis que l'achèvement de la partie de représentation, dix ans plus tard, marque la fin des travaux.
Entre 1930 et 1937, le château est la résidence du duc Amédée de Savoie-Aoste et de son épouse Anna d'Orléans.
Un triste sort unit ceux qui ont vécu à Miramare : Maximilien de Habsbourg partit coiffer la couronne impériale du Mexique et y mourut, tandis qu'Amédée partit pour l'empire d'Éthiopie, dont il fut vice-roi, et mourut en captivité. 
Fin 1945, les troupes néo-zélandaises sous le commandement du général Bernard Freyberg entrent à Trieste et s'installent dans le château, apportant de nombreuses modifications à l'intérieur. Par la suite, les troupes britanniques installent le quartier général du XIII Corps à Miramare. Finalement, le château sert de quartier général à la garnison américaine Trieste United States Troops (TrUST) de 1947 au 3 octobre 1954. La surintendance entreprend immédiatement la restauration de l'intérieur du château, du petit château et du parc. Sur la base de dessins et de photographies de l'époque, les décorations en bois sont remises en place dans les pièces et le mobilier, l'ameublement, les tableaux et les tapisseries sont réaménagés.

## Parc Miramare

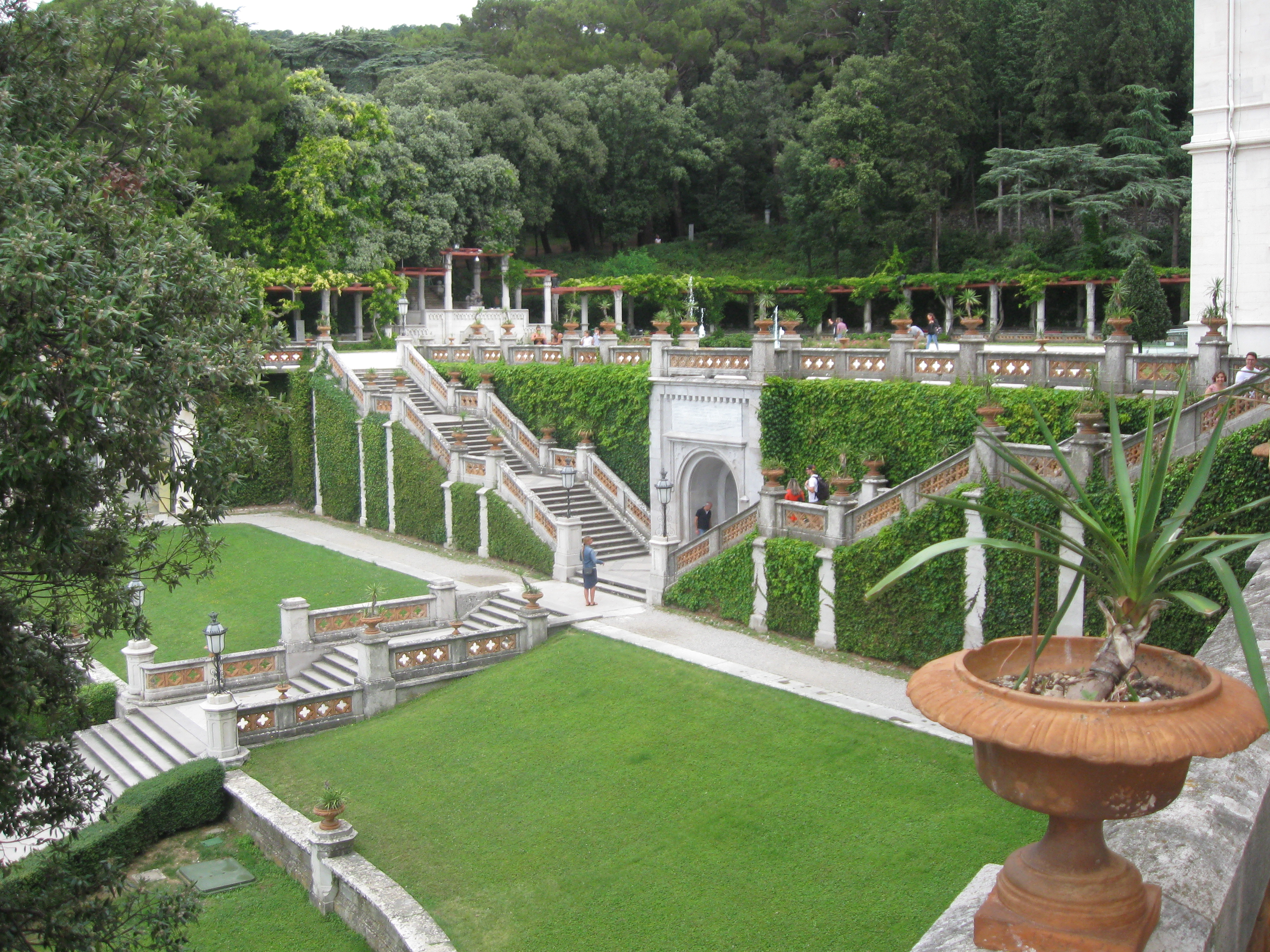
Le parc Miramare.

Le parc de Miramare s'étend à pic au-dessus du golfe de Trieste sur une superficie de 22 hectares, sur le promontoire calcaire de Grignano qui, à l'époque de la construction du château, était presque dépourvu de végétation ; il est conçu par l'architecte autrichien Carl Junker (1827-1882) à la demande de l'archiduc Maximilien. Initialement mandaté pour la conception botanique, le jardinier Josef Laube est remplacé en 1859 par l'horticulteur tchèque Anton Jelinek.
Le parc, dont les travaux débutent au printemps 1856, présente un exemple de plantation artificielle où se mêlent des essences forestières, des arbres et des arbustes ornementaux qui allient le charme d'un environnement architectural de la mitteleuropa à un un paysage méditerranéen. Contrairement au jardin baroque, le jardin à l'anglaise, sur lequel Miramare est calqué, introduit un nouveau rapport à la nature, résultat d'une sensibilité différente envers le monde matériel.
Avant 1856, la zone du parc est nue, avec seulement quelques arbustes et buissons épineux ; aujourd'hui, il est constitué d'espèces d'arbres différentes qui sont, pour la plupart, d'origine non européenne ou qui ne sont pas originaires de la région. En l'espace de dix ans, des cèdres du Liban, de l'Atlas, de Californie et de l'Himalaya sont plantés avec des sapins et des épicéas d'Espagne, des , cyprès du Portugal, des pins d'Asie et d'Amérique, et quelques spécimens exotiques, comme le séquoia géant et le ginkgo biloba. Miramare est conçu comme un jardin privé et non comme un parc. Il n'y a pas d'entrée monumentale ni de chemin menant au château. C'est un « jardin des merveilles » privé, même si l'archiduc l'ouvre au grand public quelques jours par semaine. Des ruisseaux, des bassins, des allées sinueuses, des arbres disposés selon des motifs naturels, quelques zones herbeuses, sont typiques des jardins anglais. La rudesse du terrain et le relief irrégulier du promontoire favorisent le reconquête du lieu par la végétation naturelle méditerranéenne, protégée, comme les fonds marins attenants, par la réserve naturelle et marine de Miramare (it).
Le parc se caractérise également par la présence de bâtiments issus du projet de Junker : le castelletto dont la construction a commencé en même temps que celle du château, des serres, un « chalet suisse » au bord du Lac des Cygnes (aujourd'hui utilisé comme café) et les ruines de la chapelle San Canciano dans l'abside de laquelle se trouve une croix faite avec du bois de la frégate Novara qui le 16 janvier 1868, avait rapatrié à Trieste la dépouille de Maximilien, et qui a été désarmée en 1899.
En 1955, le complexe est rouvert au public sous le nom de parc Miramare, dont la gestion est confiée à la Surintendance du patrimoine architectural, paysager et historique, artistique et ethno-anthropologique de la région Frioul-Vénétie Julienne. Le parc a été l'objet de quelques interventions de restauration et de conservation, dont certaines ont été rendues possibles grâce aux fonds du loto, sur la base des dispositions de la loi 662/96.

## Musée

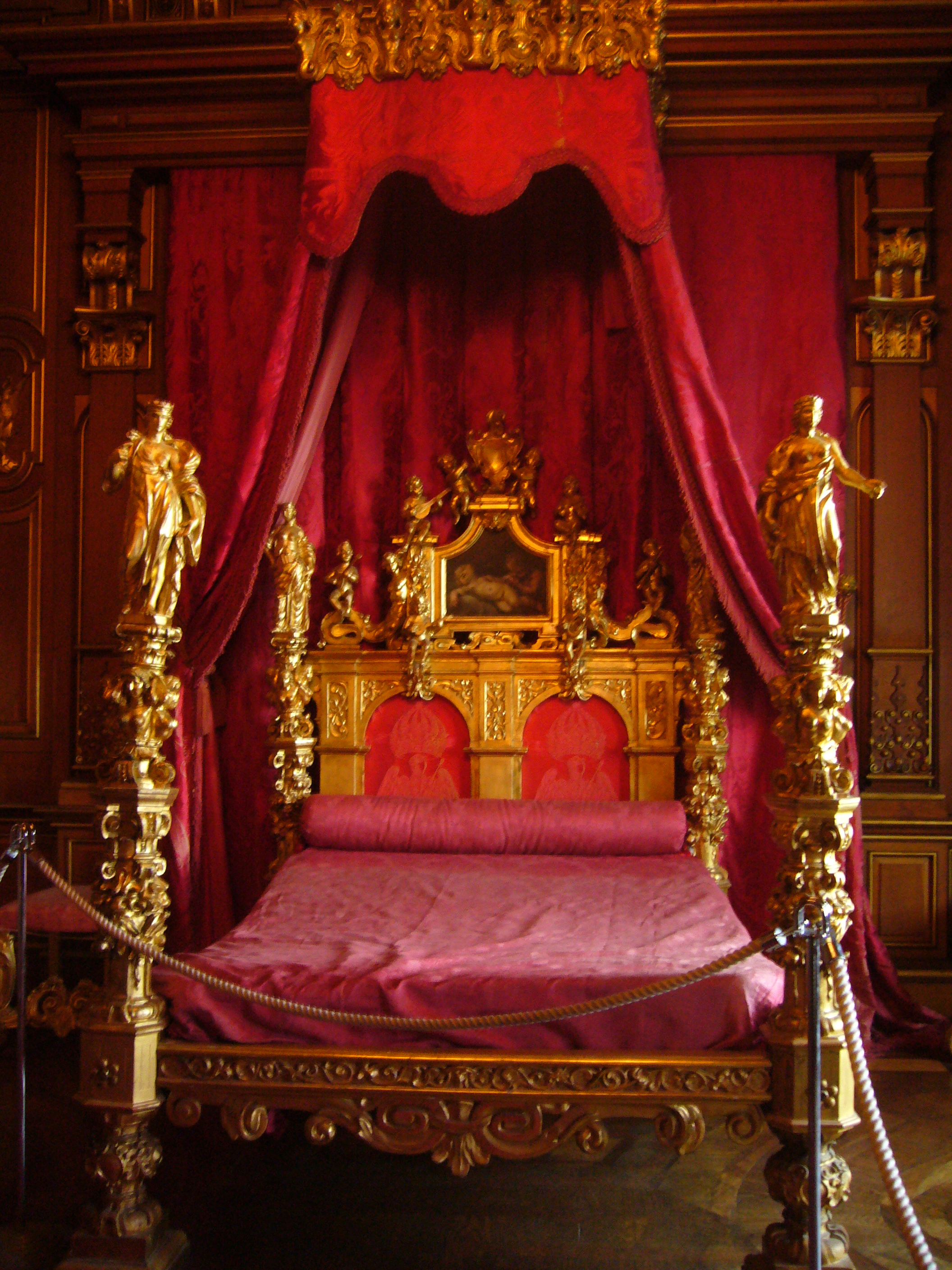
Salle XIV dite Salle des rois, avec le lit de la duchesse Du Barry (don de Napoléon III).

Le château est utilisé comme musée. À l'intérieur se trouvent notamment :  une collection précieuse de vases orientaux, les pièces qui ont été habitées par Maximilien et son épouse Charlotte, les chambres des hôtes, la salle d'information qui raconte l'histoire du château et la construction du parc, les pièces où le duc Amédée de Savoie-Aoste a vécu avec des meubles de 1930 dans le style rationaliste.
Toutes les pièces sont bien préservées et conservent tous les meubles d'origine, y compris les ornements, les meubles et les objets datant du milieu du XIXe siècle. La salle de musique (salle VII) où Charlotte pratiquait le piano-forte et la salle qui évoque le mobilier naval de la frégate Novara sur laquelle Massimiliano était embarqué lorsqu'il a servi dans la marine autrichienne, sont particulièrement intéressantes.
Dans la salle XIX, une série de peintures de Cesare Dell'Acqua illustrent l'histoire de Miramare. Les visiteurs peuvent encore admirer la salle du trône, qui a été récemment restaurée et a retrouvé son lustre d'antan ; disposant d'un piano, la salle est utilisée pour des concerts.

## Dans la poésie
Le château est le protagoniste de l'ode Miramar (1878) de Giosuè Carducci, incluse dans les Odi barbare. Le poème est dédié au destin tragique de Maximilien de Habsbourg. Dans les vers de Carducci, le concept de « némésis historique » s'exprime avec beaucoup de force et de tragédie.